# Pareuplexia humilis
Pareuplexia humilis là một loài bướm đêm trong họ Noctuidae.